# Оривеси (озеро)
О́ривеси (фин. Orivesi) — озеро в юго-восточной части Финляндии на границе областей Северная Карелия и Южное Саво. Одно из крупнейших озёр в стране (7-е по размеру).
Площадь озера составляет 601 км², оно находится на высоте 75,9 м над уровнем моря. Длина береговой линии составляет 1332 км. Водоём является составной частью Сайменской системы. Южная часть озера занимает метеоритный кратер.
Оривеси имеет длину 75 км, а в ширину достигает 20 км.
На озере популярна летняя и зимняя рыбалка. Здесь водятся окунь, судак, щука, озёрный таймень, форель и лосось.